# Англо-українські комітети
Англо-українські комітети або ж Українсько-англійські комітети — загальна назва громадських об'єднань різного політичного спрямування у Великій Британії 1910—1930-х років, які ставили за мету підтримувати і пропагувати ідеї українського руху.

## Перший Англо-український комітет
Перший Українсько-британський комітет (The Ukraine-British Committee) заснували у Лондоні в березні 1913 року Джордж Раффалович, Володимир Степанківський, Франсис Барлетт та Маркіян Меленевський. Комітет популяризував у Великій Британії досягнення української, а в Україні — англійської культури. Серед визначних членів Комітету був відомий британський вчений-історик Роберт Сетон-Вотсон.
Після виходу Володимира Степанківського зі складу комітету влітку 1913 керівництво очолив Джордж Раффалович. У 1915 році на початку Першої світової війни комітет прагнув забезпечити для українського руху симпатію й допомогу англомовних діячів, хоча серед його членів існували розбіжності стосовно майбутнього України.
У 1914 році вийшла книжечка - в Лондоні англійською та в Парижі французькою - основну частину якої становив меморандум про українське питання в його національному аспекті. Книжечку уклав Ярослав Федорчук від імені лондонського Українсько-британського комітету та паризької Української спілки й вона мала назву «Меморандум про українське питання та його національний аспект» (англ. «Memorandum on the Ukrainian Question in its National Aspect»).
Комітет перестав існувати фактично після переїзду Джордж Раффаловича до США в листопаді 1915.

## Другий Англо-український комітет
Другий Англо-український комітет (Anglo-Ukrainian Committee) було створено 3 листопада 1931 року з метою збору коштів для підтримки гетьмана Павла Скоропадського та ведення української монархістської пропаганди зусиллями прихильників Скоропадського у Великій Британії. До ради комітету ввійшли Скоропадський (президент), Артур Маунді Ґрегорі (голова ради), лорди Саутборо, Стратспей та Ффренч, бригадний генерал Горвуд та Володимир Коростовець. Секретарем і скарбником став Луї Тафнелла, який допомагав Ґреґорі у видаванні його газети «Whitehall Gazette». Тафнелл та Коростовець невдовзі почали підозрювати, що Ґреґорі мало цікавився гетьманським рухом а радше використовував комітет для власних інтересів. Внаслідок цього 25 лютого 1932 року за дорученням Скоропадського комітет був розпущений, а відтак був створений інший комітет з тією самою назвою.
Після реорганізації 26 квітня 1932 комітет у якості секретаря очолив Луї Тафнелл. Серед членів реорганізованого Англо-українського комітету були Скоропадський (президент), Тафнелл (секретар), бригадний генерал Брус, Сер Майкл О’Дваєр, капітан Ґай МкКоу та Коростовець. Значним жертводавцем комітету був Сер Анрі Детердінґ, голова нафтової компанії Роял Дач Шелл. З листопада 1932 року до лютого 1934 року Комітет видавав часопис «Дослідник» (англ. «The Investigator»), у якому друкувалися статті прогетьманського спрямування. Під кінець 1933 року британська Служба безпеки ухвалила рішення порадити Скоропадському припинити видавання «The Investigator», та створити новий комітет, у склад якого мали б увійти інші особи. Розпався Комітет фактично у березні 1934 року, після звільнення Луї Тафнелла з посади керівника комітету. Зазначений новий комітет не був створений.
Розслідування діяльності комітету в британському суді 8—9 жовтня 1935 виявило фінансові зловживання його керівництва.

## Третій Англо-український комітет
Третій Англо-український комітет (Anglo-Ukrainian Committee), який орієнтувався на демократичний табір в українському русі було створено у лютому 1935 групою британських політиків та громадських діячів і мав 14 членів. Презентація Комітету відбулася 16 квітня 1935 року в лондонському готелі «Савой» на зустрічі, під час якої журналістів, політичних діячів та інших гостей ознайомили з українським питанням та метою Комітету. Почесними секретарями комітету стали лейтенант-полковник Сеціл Мелоун й правник (та згодом капітан) Ф. Еш Лінкольн. Загалом до комітету увійшли:
- член таємної ради Лорд Вілоґбай Дікінсон[en]
- Пані Даґдейл
- вчений-історик Джордж Пібой Ґуч[en]
- депутат палати громад Джон Хіллз[en]
- журналіст Ланселот Лоутон
- вчений-історик Керлайл Айлмер Макартні[en]
- депутат палати громад Джофрі Мандер[en]
- правник Сер Волтер Джон Неп'єр
- член таємної ради Ноел Бакстон[en]
- вчений-історик Роберт Сетон-Вотсон
- Пані Мері Шіпшенкс
- депутат палати громад Джосая Веджвуд[en]
- правник та капітан Ф. Еш Лінкольн (у якості почесного секретаря комітету)
- лейтенант-полковник Сеціл Л'Єстрендж Мелоун[en] (у якості почесного секретаря комітету)

Від початку існування комітету його діяльність спрямовувалася на привернення уваги британської громадськості та парламентарів до українського питання. У практичній роботі комітет тісно взаємодіяв з Українським бюро у Лондоні, яке у період його існування у 1931—1939 роках очолював Володимир Кисілевський. Завдяки Бюро, Комітет нав’язав контакти з діячами провідної української політичної партії в Галичині – Українського національно-демократичного об’єднання.
29 травня 1935 року в одній з кімнат Палати громад британського парламенту Комітет улаштував збори, на яких журналіст Ланселот Лоутон виголосив промову про українське питання. У 1935 році Комітет видав брошуру «Українське питання та його значення для Великої Британії» (англ. «The Ukrainian question and its importance to Great Britain»), яка містила текст промови, яку 29 травня виголосив Лоутон у парламенті, та уривки з міжнародних угод і договорів, в яких відзначався правовий статус українських етнічних територій. У 1936 році Комітет перевидав у формі брошури журнальну статтю Романа Смаль-Стоцького «Національні рухи в Радянському Союзі» (англ. «National Movements in the Soviet Union»). Протягом певного часу регулярно відбувалися дальші зустрічі Комітету, а в британській пресі з'являлися листи і статті на українські теми, написані членами Комітету.
У жовтні 1935 року Комітет почав заходи, спрямовані на створення кафедри українознавства у Школі слов’янських і східноєвропейських наук Лондонського університету, однак вони не увінчалися успіхом. Після 1936 року Комітет став менш активним, і наприкінці 1938 року практично перестав існувати.
Припинив діяльність у 1939 році на початку Другої світової війни.

## Зауваги
1. ↑  у лютому 1935 року коли формувався комітет до нього входили лише 12 членів - Джон Хіллз[en] та Джосая Веджвуд[en] приєдналися до комітету пізніше і їхні імена вже з'явилися на заяві від 29 травня 1935 року; див. список початкових 12 членів у газеті The Times від 1 березня 1935 року[9]